# Флорешть (Джурджу)
Флорешть, Флорешті (рум. Florești) — село у повіті Джурджу в Румунії. Входить до складу комуни Флорешть-Стоєнешть.
Село розташоване на відстані 32 км на захід від Бухареста, 71 км на північ від Джурджу, 127 км на південь від Брашова.

## Населення
За даними перепису населення 2002 року у селі проживали 4167 осіб.
Національний склад населення села:
| Національність | Кількість осіб | Відсоток |
| -------------- | -------------- | -------- |
| румуни         | 4151           | 99,6%    |
| цигани         | 14             | 0,3%     |

Рідною мовою назвали:
| Мова      | Кількість осіб | Відсоток |
| --------- | -------------- | -------- |
| румунська | 4152           | 99,6%    |
| циганська | 13             | 0,3%     |